# Танаами, Кэйити
Кэйити (Кеичи) Танаами (яп. 田名網 敬一 Tanaami Keiichi, 21 июля 1936, Токио — 9 августа 2024) — японский художник послевоенных лет, работавший в стиле поп-арт. Начиная с 1960-х годов, он работал в различных направлениях, занимаясь графикой, иллюстрацией, видео-артом и другими видами изобразительного искусства.

## Биография
Кэйити Танаами родился в Токио в 1936 году, старшим сыном в семье продавца тканей. Ему было девять лет, когда в 1945 году город подвергся бомбардировке Военно-воздушными силами США. Увиденное осело в глубинах сознания мальчика и со временем стало основным мотивом его творчества: рев американских бомбардировщиков, лучи прожекторов, рыщущие в небе, сброшенные с самолётов зажигательные бомбы, охваченный огнём город, толпы бегущих людей, искажённое изображение папиной золотой рыбки в аквариуме и взрывы, отражающиеся в воде.
«У меня отняли детство, время, которое должно быть наполнено вкусной едой и играми. И сделала это чудовищная и непонятная мне война. Мои сны превратились в водоворот страха, тревоги, злобы и обречённости. Помню, как в ночь бомбардировки я наблюдал за толпами людей, бегущими с серых гор. Тогда со мной что-то произошло. Не знаю, насколько реальным был тот момент, но с тех пор в моих воспоминаниях сны и реальность смешались навсегда и стали неотделимы».

Танаами увлекся рисованием ещё в раннем возрасте, а в средней школе он часто проводил свободное время в студии известного послевоенного художника Кадзуси Хары, желая когда-нибудь стать, как и он, карикатуристом. Однако внезапная смерть Хары заставила мальчика обратиться к тогда ещё только зарождавшемуся направлению графического романа — манге, продолжить учёбу и поступить в Университет искусств Мусасино. За время учёбы слава о его таланте разлетелась очень быстро, а в 1958 году студент второго курса Танаами получил особую награду на японской выставке рекламы (Japan Advertising Art Exhibition), которую проводила влиятельная в то время дизайнерско-художественная группа Japan Advertising Artists Club (JAAC). После этого он получил работу в рекламном агентстве, но не прошло и года, как он уволился, так как уже получал многочисленные частные заказы. В 1960-х годах Танаами был успешным иллюстратором и графическим дизайнером, а также принимал активное участие в развитии неодадаизма, стиля, предопределившего искусство послевоенной Японии. Во второй половине 1960-х годов художник увлекся видео-артом, самым современным в то время видом искусства.

"В 1960-х годах в Художественном центре Согэцу в Акасаке часто проходили мероприятия, посвящённые различным направлениям искусства. Некоторые из них организовывала Йоко Оно, там также проходили показы работ Нама Джун Пайка и экспериментальных американских фильмов. Примерно в это время я впервые услышал о Фестивале анимации Согэцу. Я так сильно хотел создать анимационный фильм, что убедил «Студию экспериментальной анимации» Ёдзи Кири помочь мне в создании восьмиминутного фильма «Марионетки в масках» (Marionettes in Masks), снятого на 35-мм киноплёнку. После этого я продолжил работать с анимацией и снял такие фильмы, как «Прощай, Мерилин» (Good-by Marilyn) (1971 г.), «Прощай, Элвис и США» (Good-by Elvis and USA) (1971 г.), «Нарисованный ангел» (Crayon Angel) (1975 г.) и «Сладкая пятница» (Sweet Friday) (1975 г.)."
В 1967 году Танаами впервые побывал в Нью-Йорке и вживую увидел работы Энди Уорхола, которые невозможно было не заметить на фоне процветавшего в Америке общества потребления и поп-арта. Танаами был поражён возможностями, которые открывал для творчества мир дизайна.
«Это было время, когда Уорхол из иллюстратора, делавшего рекламу, превращался в настоящего художника, и я не только стал свидетелем того, как он ворвался в мир искусства, но сам применял его метод. Поведение Уорхола напоминало стратегию работы рекламных агентств. Мотивами его творчества становились современные идолы, а также он создавал композиции, совмещая кино, газеты и музыку рок-групп. Другими словами, опыт Уорхола помогал ему продавать своё творчество на „художественном рынке“. Я был поражён, и он стал для меня настоящим образцом для подражания. Я решил, что, как и Уорхол, не стану ограничиваться только одним направлением, например, только изобразительным искусством или только дизайном, и вместо этого попробую себя в различных направлениях».
Яркие, броские, красочные иллюстрации и дизайнерские работы Танаами получили высокую оценку, как в Японии, так и за рубежом. Его плакат «НЕТ ВОЙНЕ», получивший в 1968 году награду журнала AVANT-GARDE как лучший антивоенный плакат, обложки для альбомов легендарных групп: The Monkees и Jefferson Airplane, наряду с другими работами оставили огромный след на пути популяризации психоделического искусства и поп-арта в Японии. Благодаря своей серии эротических картин с участием голливудских актрис, выполненных в начале 1970-х годов, Танаами также стал известен как художник с особым взглядом на американскую культуру.
В 1975 году Танаами стал художественным руководителем японской версии Playboy, «Monthly Playboy». Когда Кеичи снова отправился в Нью-Йорк, чтобы посетить головной офис Playboy, редактор журнала показал ему «Фабрику» Энди Уорхола. Работы Танаами того периода, в основном представлявшие собой фильмы и плакаты, отличались экспериментальностью и провокационностью. В частности, его фильмы, участвовавшие в Международном кинофестивале короткометражного кино в Оберхаузене в Германии (1975 и 1976 гг.), Нью-Йоркском кинофестивале (1976 г.) и Международном фестивале анимационного кино в Оттаве (1976 г.), получили широкое одобрение критиков.
В 1981 году в возрасте 45 лет у Танаами произошёл отёк легких, и некоторое время художник находился на грани жизни и смерти. Этот опыт подтолкнул его к созданию множества работ на тему жизни и смерти. Работы этого периода характеризуются присутствием таких элементов, как журавли, слоны, обнажённые женщины, спирали и миниатюрные, напоминающие сады, архитектурные формы.
В 1999 году в Галерее 360 в Токио прошла выставка-ретроспектива работ Танаами 1960-х годов. Результатом этого стала новая волна популярности работ Танаами среди поколения, рождённого после 1960-х годов. Работы художника, созданные после 2005 года также отразили образы из воспоминаний и мира грёз — очеловеченная золотая рыбка, персонажи с искажёнными чертами, лучи света, переплетающиеся и завивающиеся в спирали сосны, фантастическая архитектура — были превращены в картину, фильм или скульптуру.
С 1991 года Танаами работал профессором в Киотском университете искусств и дизайна, воспитывая новое поколение молодых художников, таких как Табаймо.
Среди персональных проектов художника: 'Hammer Projects: Oliver Payne and Keiichi Tanaami' в Музее Хаммера в Лос-Анджелесе (2017); 'No More War’ в Павильоне Шинкеля Шарлоттенбургского дворца в Берлине (2013) и на Art 42 в Базеле (2011), ‘Still in Dream' на ярмарке искусства Frieze (2010), ‘SPIRAL' в Галерее Леманна в Берлине (2008).
Работы Танаами представлены в таких музеях, как: MoMA в Нью-Йорке (США), Чикагский институт искусств (США), Национальная портретная галерея (США), Коллекция Фридриха Кристиана Флика (Швейцария), Музей M+ (Гонконг), Музей Кавасаки (Япония), Дрезденский музей современного искусства (Германия) и многих других.
Масштабная ретроспектива Художника открылась в Национальном центр искусств Токио в августе 2024 года. Выставка стала последним проектом, открытым при жизни автора.
Умер 9 августа 2024 года в возрасте 88 лет от субарахноидального кровоизлияния.

## Персональные выставки
- 1958 “Metallic Art for Open-air Murals”, Muramatsu Gallery, Tokyo
- 1959 “Formative Art of Light by Metallic Art”, Ginza Sato Gallery, Tokyo
- 1965 “Keiichi Tanaami - SERIES ORDER MADE”, Tsubaki Kindai Gallery, Tokyo
- 1970 “Commercial Graphic”, Gallery Melton, Canada
- 1971 “Keiichi Tanaami - CELLULOID BORN IN AMERICA”, Gallery Décor, Tokyo
- 1971 “Cinema Demonstration”, Sogetsu Hall, Tokyo
- 1972 “Films by Keiichi Tanaami”, Tenjo-Sajiki-kan, Tokyo
- 1972 “Clockwork Marilyn”, Gallery Décor, Tokyo
- 1974 “SUPER ORANGE OF LOVE SERIES”, Nishimura Gallery, Tokyo
- 1976 “YOUSHIKEI (Infantile Landscape)”, Nishimura Gallery, Tokyo
- 1977 “BOENKYO (The Mirror of Forgetting Childhood)” Serigraphy, Ao Gallery, Tokyo
- 1979 “ANOTHER PARADISE OF ARTIFICE SERIES”, Ao Gallery, Tokyo
- 1980 “GIKEIZUKAN (The Illustrated Book of Artificial View) SERIES”, Gallery Vivant, Tokyo
- 1984 “BURNING IN THE EVENING SERIES”, Gallery Vivant, Tokyo
- 1985 “HYAKKA RYORAN (Bright With All Sorts of Flowers) – Keiichi Tanaami 60’s Poster Exhibition”, Gallery 360°, Tokyo
- 1986 “THE HOLLYWOOD STARDUST”, Gallery 360°, Yurakucho Seibu Marion, Tokyo
- 1986 “The World of Keiichi Tanaami - PASSAGE IN THE AIR”, Shibuya Seibu Seed Hall, Tokyo
- 1987 “Keiichi Tanaami”, Annecy Chateau Museum, France
- 1987 “THE HOUSE IN ACSENTION”, Plus Minus Gallery, Tokyo
- 1989 “New Works of Keiichi Tanaami - LAW OF THE FOREST”, Shibuya Seibu Seed Hall, Tokyo
- 1990 “LAW OF THE FOREST”, Seibu Hall, Shiga
- 1991 “SPIRAL FOREST-2”, Nogizaka Art Hall, Tokyo
- 1991 “Keiichi Tanaami Print Exhibition - CELEBLATION OF THE FOREST”, Muramatsu Gallery, Tokyo
- 1992 “The World of Keiichi Tanaami”, Ikeda 20th Century Museum, Shizuoka
- 1994 “Keiichi Tanaami-Works of Print 1967-1994”, Kawasaki City Museum, Kanagawa
- 1994 “Keiichi Tanaami’s Film-Image of Memory”, AV Hall, Kawasaki City Museum, Kanagawa
- 1995 “Keiichi Tanaami Print Exhibition-Resembling”, Gallery Vivant, Tokyo
- 1995 “Keiichi Tanaami Print Exhibition-Travel for Memories”, Bokushin Gallery, Tokyo
- 1996 “Keiichi Tannami-100 Prints”, Chukyo University C-Square, Nagoya
- 1998 “Variation by Dry-Point”, Gallery Vivant, Tokyo
- 2000 “Keiichi Tanaami Graphic Works in the 60’s”, Gallery 360°, Tokyo
- 2001 “Keiichi Tanaami BLOW UP Launch Exhibition”, Gallery 360°, Tokyo
- 2001 “Goldfish Exhibition by Keiichi Tanaami”, Tokyo International Forum・Exhibition space, Tokyo
- 2002 “Tactile Sensibility of the Age-Keiichi Tanaami Graphic Works 1967-2002”, D’s Gallery, Kyoto University of Art and Design, Kyoto
- 2002 “Keiichi Tanaami 3000 Drawings”, Gallery 360°, Tokyo
- 2002 “Keiichi Tanaami-Goldfish Lurking in a Glorious View”, graf media gm, Osaka
- 2002 “Keiichi Tanaami-Legends of Volupte 1971-2002”, Uplink Factory, Tokyo
- 2003 “Collage of FLOWERS by Keiichi Tanaami”, Art Space Eumeria, Tokyo
- 2003 “Keiichi Tanaami-GET BACK”, Gallery 360°, Tokyo
- 2004 “DISCO UNIVERSITY with Naohiro Ukawa”, KPO Kirin Plaza Osaka, Japan
- 2004 “TANAAMI’S BEAUTY PARADE”, Naruyama Gallery, Tokyo
- 2004 “Keiichi Tanaami – Ascension Furniture”, graf media gm, Osaka
- 2004 “Keiichi Tanaami - Ascension Furniture + Fantastic City”, EX’REALM, Tokyo
- 2004 “Keiichi Tanaami – Big Playground City”, IDEE, Kyoto
- 2005 Solo Exhibition, Transplant Gallery, New York
- 2005 “Films of Keiichi Tanaami and Graphic 100”, the Norwegian International Film Festival, Norway
- 2006 “TANAAMISM”, Ginza Graphic Gallery, Tokyo
- 2006 “Layers of Keiichi Tanaami”, Gallery AUBE, Kyoto University of Art and Design, Kyoto
- 2006 “Keiichi Tanaami – KAMON”, Paul Smith 9 Albemarls Street Shop, London
- 2007 “DAYDREAM”, NANZUKA UNDERGROUND, Tokyo
- 2008 “Spiral”, Galerie Gebr. Lehmann, Berlin
- 2008 “COLORFUL”, NANZUKA UNDERGROUND, Tokyo
- 2008 “DAYTRIPPER”, Art & Public –Cabinet PH, Geneva
- 2009 “Kochuten”, NANZUKA UNDERGROUND
- 2009 “SPIRAL 2”, Galerie Gebr.Lehmann, Dresden /Berlin
- 2009 “KANNOOON”, NANZUKA UNDERGROUND
- 2010 “Wander in The Chaos World - Keiichi Tanaami’s Fantastic World - ”, The OCT Art & Design Gallery, Shennan, China
- 2010 “Frieze Art Fair”, NANZUKA UNDERGROUND
- 2011 “Art BASEL”, NANZUKA UNDERGROUND
- 2017 “Land of Mirrors”, Gary Tatintsian Gallery, Moscow
- 2024 "Adventures in Memory", The National Art Center, Tokyo

### Иллюстрированные издания
- 1963 “Tamago-gata (Egg Shape)”, Modern Art Center
- 1966 “Portrait of Keiichi Tanaami”, Private Press
- 1969 “Kyozo Mirai Zukan (Illustrated Book of Imaginary Tomorrow)”, Coauthor: Eizaburo Hara, Bronze-sha
- 1974 “The World of Keiichi Tanaami”, Rippu Shobo
- 1984 “Keiichi Tanaami 1979-1984”, Private Press
- 1986 “Passage in the Air; Paradise of Keiichi Tanaami”, Shuei-sha
- 1989 “Law of the Forest”, Fuso-sha
- 1990 “The Work of Keiichi Tanaami”, Sano Gallery
- 1991 “Blessing of the Forest”, Sano Gallery
- 1992 “100 Images”, Tom’s Box
- 1994 “Keiichi Tanaami-Works of Print; 1967-1994”, Kawasaki City Museum

“Hollywood Stardust”, Sanshindo Publishing
“Travel for Memories”, Sanshindo Publishing
- 2001 “BLOW UP”, Seigen-sha Art Publishing
- 2002 “AMIGOS”, Gallery 360°

“KINGYO”, Amus Arts Press
- 2004 “BLOW UP 2”, Seigen-sha Art Publishing

“Dream and Memory”, Studio Warp
“Portrait of Keiichi Tanaami” (1966) Reprinted Edition, Keiichi Tanaami Design Studio
“Keiichi Tanaami – Hyakka Kyoran”, PRINTS 21
- 2005 “spiral”, Seigen-sha Art Publishing
- 2006 “KAMON”, KING OF MOUNTAIN

“Keiichi Tanaami ggg Books 76”, Ginza Graphic Gallery-Trans Art
“Layers of Keiichi Tanaami”, Kyoto University of Art and Design
- 2007 “DAYDREAM”, Graphic-sha
- 2008 “colorful”, Nanzuka underground
- 2009 “Kochuten”, Nanzuka underground
- 2014 “Birth and Death Bridge”, United Dead Artists

- 1971 “Celluloid Borin In America”, Gallery Décor, Tokyo
- 1974 “Pan Cake for Breakfast”, Rippu Shobo
- 1986 “Hollywood Stardust”, Image Forum
- 1990 “Spiral Forest”, Private Press
- 1991 “Celebration of the Forest”, Sano Gallery
- 1998 “Variation”, Galerie Vivant

### Очерки к фильмам
- 1978 “Cine Market of Keiichi Tanaami; Artificial Paradise”, Hachiyo-sha

### Соавторство
- 1996 “100 M Sightseeing – Ideas for Information Design” Coauthor: Masako Inada, Chikuma shobo

### Каталоги к выставкам
- 1975 “Far From the Film – Keiichi Tanaami”, Image Forum
- 1991 “Spiral Forest 2”, Nogizaka Art Hall
- 1992 “The World of Keiichi Tanaami”, Ikeda 20th Century Museum
- 1994 “Keiichi Tanaami – Works of Drawing and Print”, Irodori Museum
- 2002 “Keiichi Tanaami – Animation Catalogue”,　Research Center for Information Design, Kyoto University of Art and Design
- 2004 “Weekly TANAAMI”, Keibun-sha Ichijoji-ten

### Дизайн изданий и художественное руководство
- 1998－2000 “Series: Information Design”, Edit: Kyoto University of Art and Design, Kadokawa Shoten Publishing

## DVD
- 2002 “TANAAMISM – Magician of Film 1975-2002, Broadway
- 2002 “TANAAMISM 2 – Visual Epicureanism 1971-2003, Broadway
- 2003 “TANAAMISM”〔DVDBOX〕, Broadway
- 2004 “SCRAP DIARY+ANIMACTIONS!!, CREAGE

## Фильмы
- 1971 “JAM POT” 16mm color 24mins

“GREEN・RED” 16mm color 12mins
“SHE” 16mm color 8mins
“PUSSY”(2 sides) 16mm color 12mins
“RAINBOW・SCENE”(3 sides) 16mm color 11mins
- 1973 “U.F.O” 16mm color 4mins
- 1974 “SWEET TOUCH OF LOVE” 16mm color 3mins

“GET BACK ON THE HILL” 16mm color 12mins
- 1975   “4・EYES” 16mm color 9mins

“WHY” 16mm color 10mins30sec
“SHOOT THE MOON” 16mm color 8mins
“SPECTACLE” 16mm color 16mins50sec
“PHOTOGRAPHS AND MEMORIES” 16mm color 23mins
“LOOK AT THE WOOD” 16mm color 12mins
“Artificial Paradise” 16mm color 14mins
“Human Events” 16mm color 5mins
- 1976 “Casa Blanca” 16mm color 9mins42sec
- 1977 “Jekyll and Hyde” 16mm color 13mins
- 1978 “Frankenstein” 16mm color 11mins

“YOUSHI KEI (Prologue)” 16mm color 11mins12sec
“YOUSHI KEI (Preview)” 16mm color 3mins
- 1979 “YOUSHI KEI (Another Rainbow City)” 16mm color 17mins17sec
- 1980 “Darkness Luring a Faint” 16mm color 27mins
- 1981 “Ryogu-Saishoku” 16mm color 15mins
- 1984 “Dream Shape Records” 16mm color 30mins
- 2002 “WHY Re-mix 2002” DV color 3mins20sec

## Анимация
- 1965 “Marionettes in Masks” 35mm color 8mins
- 1966 “Women”(Co-produced with Shigetaka Sawada) 35mm color 7mins
- 1971 “GOOD-BY MARILYN” 16mm color 4mina52sec

“GOOD-BY ELVIS and USA” 16mm color 7mins
“FLICKER LOVE NO.1” 16mm color 4mins
“COMMERCIAL WAR” 16mm color 4mins30sec
- 1973 “Oh Yoko!” 16mm color 4mins
- 1975 “Gentle Friday” 16mm color 3mins

“CRAYON ANGEL” 16mm color 3mins
- 2000 “Dark Memories/Shadows of Dream” 16mm color 4mins
- 2001 “Breath of Window (Correspondence by Animation)”　16mm color 4mins
- 2002 “Scrap Diary” 16mm B&W 4mins

“Gaze in the Summer – 1942” 16mm color 4mins
“Memories (Scene of the Childhood)” 16mm color 3mins15sec
“Walking Man” 16mm color 6mins
“GOLDFISH FETISH” DV color 6mins
- 2003 “PUZZLE OF AUTUMN” DV color 8mins

“FETISH DOLL” 16mm color 6mins
“Portrait of Keiichi Tanaami” DV color 6mins
- 2004 “LANDSCAPE”　16mm color 4mins25sec

“Ten Nights’ Dreams” 16mm color 6mins
- 2005 “TRIP” 16mm color 4mins30sec

“Madonna’s Temptation”　16mm color 4mins
“BLOW UP 2” DV color 8mins
“４・EYES　Re-Mix 2005”　DV color 7mins
“MADONNA” DV color 5mins
“The Harmonic Gleam Vibration” DV color 10mins
- 2006 “NOISE” 16mm color 8mins50sec
- 2007 “INCH-HIGH SAMURAI” 16mm color 4mins35sec
- 2008 “DE CHIRICO” 16mm color 4mins30sec
- 2009 “SHUNGA” 16mm color 4mins30sec